# Literaturjahr 1524

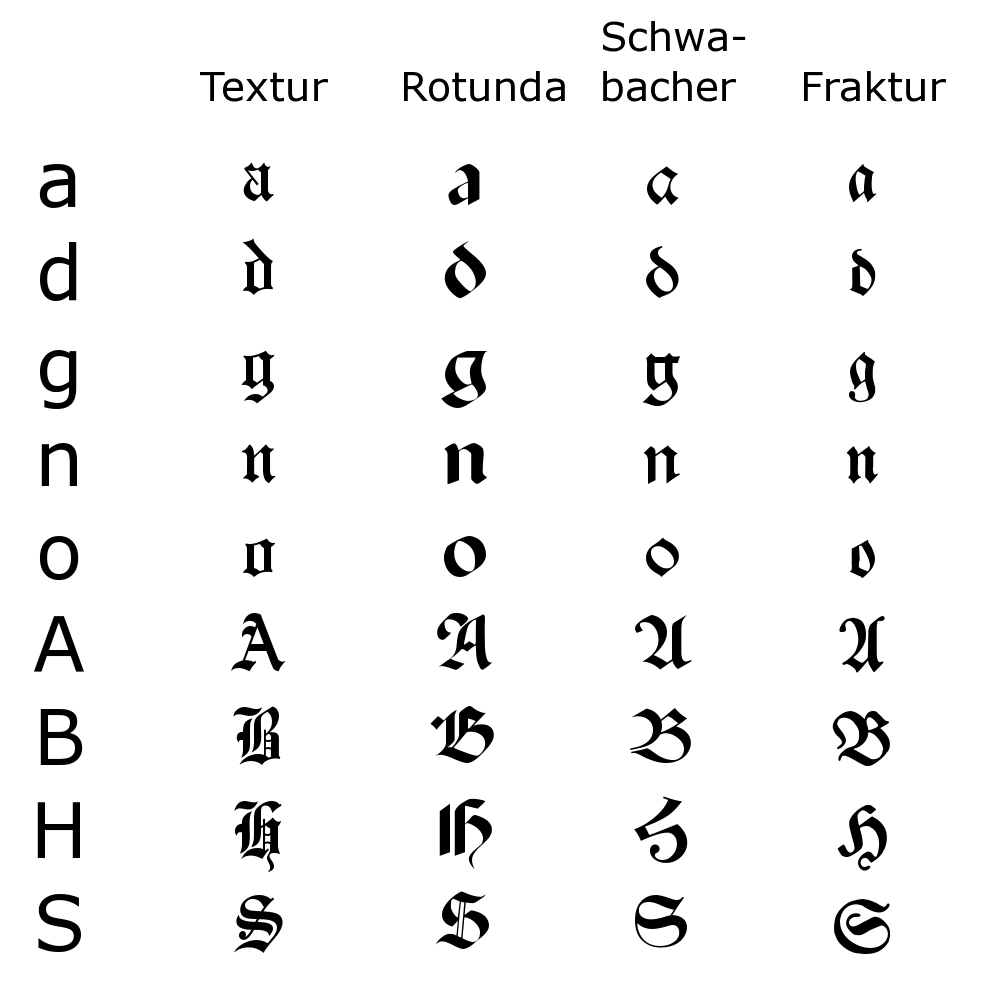
Die Schriftart Schwabacher im Vergleich zu anderen gebrochenen Schriften.

Liste der Literaturjahre

◄◄ | ◄ | 1520 | 1521 | 1522 | 1523 | Literaturjahr 1524 | 1525 | 1526 | 1527 | 1528 | ► | ►►

Weitere Ereignisse

## Ereignisse

### Prosa
Posthum werden in Paris die Les memoires sur les principaux faicts et gestes de Louis onzieme et de Charles huitieme, son filz, roys de France (deutsch: Erinnerungen zu den wichtigsten Handlungen und Taten der französischen Könige Ludwig XI. und Karl VIII., seines Sohnes, Könige von Frankreich) von Philippe de Commines veröffentlicht. Sie werden lange Zeit als eine Art Lehrbuch für Politik und (Geheim-)Diplomatie gelesen und gelten als erstes Werk der Gattung Memoiren im heutigen Sinne in der französischen Literatur.

### Lyrik
- In London erscheint Robert Coplands Epilogue to the Syege of Rodes.

### Die Schriftart Schwabacher
- Wahrscheinlich 1524 wird die Schrift Eyn Gespräch von dem gemaynen Schwabacher Kasten („durch Brüder Hainrich, Knecht Ruprecht, Kemerin, Spüler, und irem Maister, des Handtwercks der Wüllen Tuchmacher“) erstmals in der Schriftart Schwabacher veröffentlicht.[1]

### Drama
- Ludovico Ariosto – Komödie I suppositi (Erstveröffentlichung 1509)
- Niklaus Manuel – Drama Vom Papst und seiner Priesterschaft

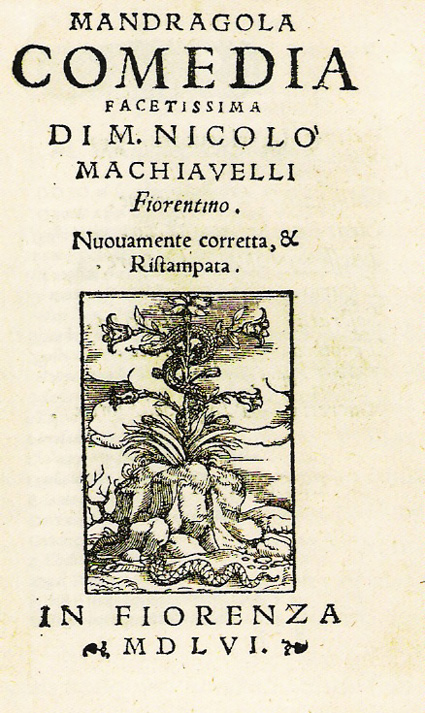
Niccolò Machiavelli – La Mandragola, Titelblatt

- Niccolò Machiavelli – Komödie La Mandragola

### Religion

#### Thomas Müntzer
- Thomas Müntzer, der kurz vor Ostern 1523 an der Johanniskirche im kursächsischen Allstedt Pastor wurde, hält am 13. Juli in Schloss Allstedt vor dem späteren Kurfürsten Johann dem Beständigen und dessen Sohn Johann Friedrich I. die sogenannte Fürstenpredigt. Darin fordert er die ernestinischen Fürsten auf, der Sache der Reformation (im Sinne Müntzers) keinen Widerstand zu leisten. In seiner Rede greift er zugleich die sozialen Missstände scharf an, was zum Verlust seiner Stellung führt. Bereits im April 1524 hat Müntzer in Allstedt eine Druckerei eingerichtet, deren Typen von Wolfgang Stöckel aus Leipzig stammen. Unterstützt von dem Drucker Nikolaus Widemar erscheinen 1524 in Allstedt und Eilenburg seine Schriften:
  - Deutsch-evangelische Messe (1524, Nikolaus Widemar, Allstedt)
  - Ordnung und Berechnung des Deutschen Amtes zu Allstedt (1524, Nikolaus Widemar, Eilenburg)
  - Von dem gedichteten Glauben (Anfang 1524, Nikolaus Widemar, Eilenburg)
  - Protestation oder Erbietung (Anfang 1524, Nikolaus Widemar, Eilenburg)
  - Auslegung des zweiten Kapitels Daniels (sogenannte Fürstenpredigt) (Juli 1524, Nikolaus Widemar, Allstedt)
  - Ausgedrückte Entblößung [des falschen Glaubens] (Sommer 1524)
  - Hochverursachte Schutzrede (Herbst 1524)

#### Theoretische Schriften
- Erasmus von Rotterdam verfasst auf Drängen des Papstes in Antwerpen die polemische Streitschrift De libero arbitrio gegen Martin Luther und seine Lehren, insbesondere die Rechtfertigungslehre und die Prädestinationslehre.
- Der französische Theologe und Buchherausgeber Jacques Merlin veröffentlicht in Paris seine zweibändige Sammlung Quatuor concilium generalium über vier ökumenische Konzile: das Dritte Konzil von Konstantinopel (sechstes Ökumenisches Konzil 680–681), das umstrittene Zweite Konzil von Nicäa (siebtes Ökumenisches Konzil 787), das Konzil von Konstanz (sechzehntes Ökumenisches Konzil 1414–18) und das dramatische Konzil von Ferrara/Florenz (siebzehntes Ökumenisches Konzil 1431–1449).

#### Religiöse Lieder
- Das um die Jahreswende komponierte Kirchenlied Aus tiefer Not schrei ich zu dir von Martin Luther erscheint im Druck.
- In zwei konkurrierenden Ausgaben von Johannes Loersfeld beziehungsweise Matthes Maler erscheint in Erfurt das Erfurter Enchiridion, eines der ersten protestantischen Gesangbücher. Von Martin Luther enthält es das Osterlied Christ lag in Todesbanden.

- In Nürnberg erscheint mit Etlich Cristlich lider / Lobgesang und Psalm die erste deutschsprachige evangelische Liedersammlung. Das sogenannte Achtliederbuch enthält acht Lieder von Martin Luther.
- In Wittenberg wird Eyn geystlich Gesangk Buchleyn von Johann Walter – mit einem Vorwort und mehreren Kompositionen von Martin Luther, darunter Gelobet seist du, Jesu Christ – veröffentlicht.
- Martin Luther verfasst die Osterlieder Jesus Christus, unser Heiland, der den Tod überwand und Christ lag in Todesbanden sowie die Weihnachtslieder Christum wir sollen loben schon und Gelobet seist du, Jesu Christ.
- Elisabeth Cruciger verfasst den Text zum Choral Herr Christ, der einig Gotts Sohn.
- Martin Luther dichtet drei weitere Strophen zum aus dem 13. Jahrhundert stammenden Kirchenlied Nun bitten wir den Heiligen Geist.
- Christoph Froschauer beginnt mit dem Druck von Huldrych Zwinglis Zürcher Bibel.

### Reiseberichte
- Wahrscheinlich um 1524 schreibt Antonio Pigafetta mit Relazione del primo viaggio intorno al mondo seine Erlebnisse während der ersten Erdumseglung unter Ferdinand Magellan und Juan Sebastián Elcano nieder.

### Wissenschaftliche Werke

#### Astronomie
- Der deutsche Astronom und Geograf Petrus Apianus veröffentlicht in Landshut die Bücher Cosmographicus liber[2] und Ein künstlich Instrument oder Sonnen ur, dardurch auch vil nutzbarliche Dinge gefunden werden.

#### Mathematik
- Der deutsche Rechenmeister Adam Ries beendet die Arbeiten am Manuskript der Coß, einem mehr als 500 Seiten umfassenden Lehrbuch der Algebra (Coß ist der im Mittelalter übliche Name für die Variable bzw. Unbekannte).

## Geboren

### Geburtsdatum gesichert
- 24. Januar: Johann Latomus, deutscher Kanoniker und Chronist († 1598)

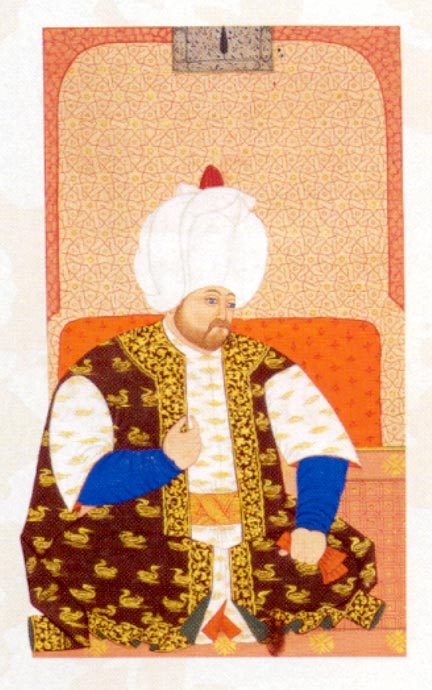
Sultan Selim II.; * 28. Mai

- 30. Mai: Selim II., Sultan des Osmanischen Reiches und Dichter († 1574)

- 23. August: François Hotman, französischer Rechtsgelehrter, Philologe und calvinistischer Theologe († 1590)
- 6. September: Pierre de Ronsard, französischer Schriftsteller († 1585)
- 7. September: Thomas Erastus, Schweizer Theologe († 1583)
- 19. Oktober: Thomas Tusser, englischer Dichter und Verfasser landwirtschaftlicher Arbeiten († 1580)

### Genaues Geburtsdatum unbekannt
- Diego de Estella, spanischer Theologe und Mystiker († 1578)

### Geboren um 1524
- Richard Edwards, englischer Komponist und Bühnenautor († 1566)
- Louise Labé, französische Dichterin († 1566)
- Girolamo Parabosco, italienischer Autor, Komponist, Organist und Dichter († 1577)
- Mikołaj z Wilkowiecka, polnischer Paulinerabt und Autor († 1601)
- 1524/1525: Luís de Camões, portugiesischer Nationaldichter († 1579 oder 1580).

## Gestorben

### Todesdatum gesichert
- 5. Januar: Marko Marulić, kroatischer Dichter und europäischer Humanist (* 1450)
- 19. April: Petrus Mosellanus, deutscher Philologe, Theologe und Kirchenlehrer (* 1493)

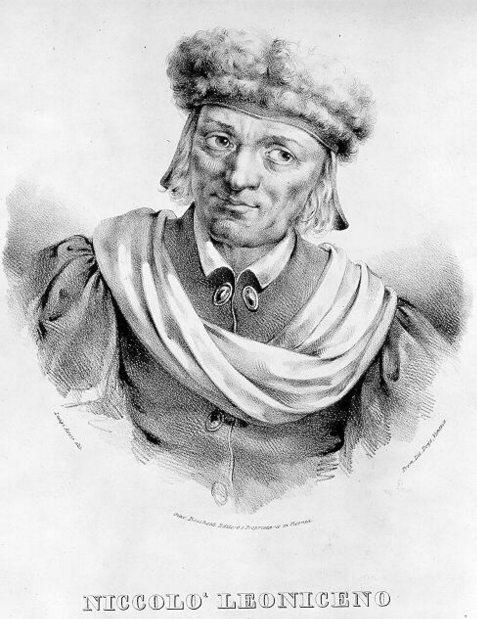
Niccolò Leoniceno; † 19. Juni

- 19. Juni: Niccolò Leoniceno, italienischer Arzt, Medizinschriftsteller, Philosoph, Grammatiker und Humanist (* 1428)
- 20. Oktober: Thomas Linacre, englischer Arzt, Mathematiker und Gelehrter (* um 1460)

### Genaues Todesdatum unbekannt
- Giovanni Aurelio Augurello, italienischer Humanist, Dichter und Alchemist (* um 1456)
- Revani, osmanischer Dichter (* um 1475)